# Sir Alexander Mackenzie

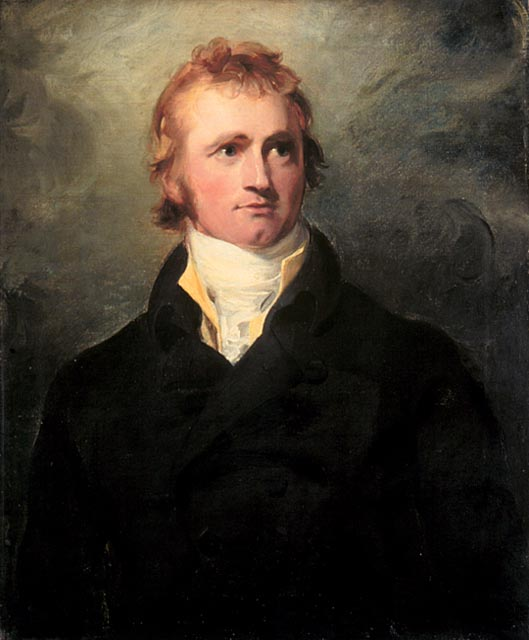
Sir Alexander Mackenzie

Sir Alexander Mackenzie (sau MacKenzie, Alasdair MacCoinnich; n. 1764, Stornoway, insula Lewis, Scoția – d. 12 martie 1820) a fost un explorator scoțian.
În 1774 se mută împreună cu familia la New York, iar în 1776, în timpul Revoluției Americane, la Montreal. În 1799, obține o slujbă pentru North West Company în numele căruia călătorește la Lacul Athabasca și înființează fortul Chipewyan în 1788.
El a fost trimis să îl înlocuiască pe Peter Pond, un partener în North West Company. De la Pond a aflat că nativi înțelegeau că râurile locale circula către nord-vest. Megând pe această informație, el pleacă în speranța că va găsi pasajul către Oceanul Pacific și descoperă râul Mackenzie pe 10 iulie.